# Magomed Ankalaev
Magomed Alibulatovič Ankalaev (in russo  Магомед Алибулатович Анкалаев?; Šamil'skij rajon, 2 giugno 1992) è un lottatore di arti marziali miste russo.
Combatte nella categoria dei pesi mediomassimi per la promozione statunitense UFC, nella quale è campione di categoria dal 2025.

## Biografia
Ankalaev ha iniziato ad allenarsi nella lotta greco-romana per un anno mentre era studente presso l'Università statale del Daghestan, dove si è laureato nella facoltà di sport. A quel tempo gareggiava in combattimenti di sambo, dove è stato insignito del titolo di Maestro dello sport nella disciplina. Ankalaev decise di assecondare l'idea di passare all'MMA, dovuta alla somiglianza con il sambo. Ankalaev divenne quindi il campione russo e mondiale nell'MMA amatoriale.
Ankalaev è stato anche nominato artista marziale misto russo 2015 dalla federazione russa di MMA.

## Carriera nelle arti marziali miste

### Inizi in Russia
Dopo la lotta e la carriera amatoriale nelle MMA, Ankalaev fece il suo debutto il 18 gennaio 2014 all'Oplot Challenge 96, quando ha battuto l’ucraino Vasily Babich per decisione. Dopo la promozione dell'MMA cecena, il titolo mondiale di Akhmat nel campionato mondiale di combattimento firmò con l'UFC nell'ottobre 2017.

### Ultimate Fighting Championship
Ankalaev fece il suo debutto promozionale contro Paul Craig nel marzo 2018 all'UFC Fight Night: Werdum vs. Volkov. Dominó l’incontro per due round, mettendo a segno colpi netti, ferendolo gravemente con un calcio nel primo round. Tuttavia, negli ultimi cinque secondi del terzo round, Craig catturò Ankalaev con un triangolo strozzato, consegnandogli la sua prima sconfitta da professionista.
Dopo questa sconfitta, Ankalaev era stato scelto per incontrare Marcin Prachnio il 15 settembre 2018 all'UFC Fight Night: Hunt vs. Oliynyk. Dopo una partenza lenta, Ankalaev mise a segno un gancio destro che mandò a terra Prachnio, che, dopo essersi rialzato venne colpito con un calcio alla testa e a seguire un pugno che chiude l’incontro per KO.
Il knockout ha fatto guadagnare ad Ankalaev la sua prima vittoria UFC e il premio Performance of the Night.
Ankalaev avrebbe dovuto affrontare Darko Stošić il 23 febbraio 2019 all'UFC Fight Night 145.
Tuttavia, Stošić si ritirò dal combattimento il 23 gennaio a causa di un infortunio. Ankalaev affrontò il nuovo arrivato Klidson Abreu. Ankalaev vinse il combattimento con decisione unanime.
Successivamente affrontò Dalcha Lungiambula il 9 novembre 2019 all'UFC su ESPN + 21. Vinse il combattimento al terzo turno. Questo combattimento gli è valso il premio Performance of the Night.
Ankalaev affrontò Ion Cuțelaba il 29 febbraio 2020 alla UFC Fight Night 169. Vinse per KO tecnico al primo turno. La vittoria non è stata senza polemiche poiché l'arbitro Kevin MacDonald fermò l'incontro credendo che Cutelaba fosse stordito dai colpi ricevuti e dove Cutelaba ha immediatamente protestato.
L'interruzione è stata universalmente considerata terribile dai presentatori di eventi, dagli esperti di MMA e dai combattenti UFC.

## Risultati nelle arti marziali miste
| Risultato  | Record     | Avversario             | Metodo                                 | Evento                                      | Data              | Round | Tempo | Città                          | Note |
| ---------- | ---------- | ---------------------- | -------------------------------------- | ------------------------------------------- | ----------------- | ----- | ----- | ------------------------------ | --- |
| Vittoria   | 21-1-1 (1) | Alex Pereira           | Decisione (unanime)                    | UFC 313: Pereira vs. Ankalaev               | 8 marzo 2025      | 5     | 5:00  | Las Vegas, Stati Uniti         | Vince il titolo dei pesi mediomassimi UFC.                                                                                             |
| Vittoria   | 20-1-1 (1) | Aleksandar Rakić       | Decisione (unanime)                    | UFC 308: Topuria vs. Holloway               | 26 ottobre 2024   | 3     | 5:00  | Abu Dhabi, Emirati Arabi Uniti | |
| Vittoria   | 19-1-1 (1) | Johnny Walker          | KO (pugni)                             | UFC Fight Night: Ankalaev vs. Walker 2      | 13 gennaio 2024   | 2     | 2:42  | Las Vegas, Stati Uniti         | Performance of the Night |
| No Contest | 18–1–1 (1) | Johnny Walker          | No Contest (ginocchiata illegale)      | UFC 294                                     | 21 ottobre 2023   | 1     | 3:13  | Abu Dhabi, Emirati Arabi Uniti | Una ginocchiata illegale fortuita rende Walker incapace di continuare l’incontro.                                                      |
| Pareggio   | 18-1-1     | Jan Błachowicz         | Parità (non unanime)                   | UFC 282                                     | 10 Dicembre 2022  | 5     | 5:00  | Las Vegas, Stati Uniti         | Per il titolo vacante dei pesi mediomassimi UFC. Jiří Procházka rende vacante il titolo il 24 novembre 2022 per infortunio alla spalla |
| Vittoria   | 18-1       | Anthony Smith          | KO tecnico (pugni)                     | UFC 277: Peña vs. Nunes 2                   | 30 luglio 2022    | 2     | 3:09  | Dallas, Stati Uniti            | |
| Vittoria   | 17-1       | Volkan Oezdemir        | Decisione (unanime)                    | UFC 267: Błachowicz vs. Teixeira            | 30 ottobre 2021   | 3     | 5:00  | Abu Dhabi, Emirati Arabi       | |
| Vittoria   | 16-1       | Nikita Krylov          | Decisione (unanime)                    | UFC Fight Night: Rozenstruik vs. Gane       | 27 febbraio 2021  | 3     | 5:00  | Las Vegas, Stati Uniti         | |
| Vittoria   | 15-1       | Ion Cuțelaba           | KO (pugni)                             | UFC 254: Khabib vs. Gaethje                 | 24 ottobre 2020   | 1     | 4:19  | Abu Dhabi, Emirati Arabi       | Performance of the Night |
| Vittoria   | 14-1       | Ion Cuțelaba           | KO tecnico (calcio alla testa e pugni) | UFC Fight Night: Benavidez vs. Figueiredo   | 29 febbraio 2020  | 1     | 0:38  | Norfolk, Stati Uniti           | |
| Vittoria   | 13-1       | Dalcha Lungiambula     | KO (calcio frontale e pugni)           | UFC Fight Night: Magomedsharipov vs. Kattar | 9 novembre 2019   | 3     | 0:29  | Mosca, Russia                  | Performance of the Night |
| Vittoria   | 12-1       | Klidson Abreu          | Decisione (unanime)                    | UFC Fight Night: Błachowicz vs. Santos      | 23 febbraio 2019  | 3     | 5:00  | Praga, Repubblica Ceca         | Incontro catchweight (209 lbs). Abreu manca il taglio del peso                                                                         |
| Vittoria   | 11-1       | Marcin Prachnio        | KO tecnico (calcio alla testa e pugni) | UFC Fight Night: Hunt vs. Olejnik           | 15 settembre 2018 | 1     | 3:09  | Mosca, Russia                  | Performance of the Night |
| Sconfitta  | 10-1       | Paul Craig             | Sottomissione (triangle choke)         | UFC Fight Night: Werdum vs. Volkov          | 17 marzo 2018     | 3     | 4:59  | Londra, Inghilterra            | |
| Vittoria   | 10-0       | Celso Ricardo da Silva | KO tecnico (gomitate)                  | WFCA 43                                     | 4 ottobre 2017    | 1     | 1:11  | Groznyj, Russia                | |
| Vittoria   | 9-0        | Wagner Prado           | KO (pugni)                             | WFCA 38                                     | 21 giugno 2017    | 1     | 3:33  | Groznyj, Russia                | Difende il titolo WFCA pesi mediomassimi                                                                                               |
| Vittoria   | 8-0        | Maxim Grishin          | KO tecnico (pugni)                     | WFCA 30                                     | 4 ottobre 2016    | 4     | 1:13  | Groznyj, Russia                | Vince il titolo WFCA pesi mediomassimi                                                                                                 |
| Vittoria   | 7-0        | Artur Astakhov         | Decisione (unanime)                    | WFCA 23                                     | 11 giugno 2016    | 3     | 5:00  | Groznyj, Russia                | |
| Vittoria   | 6-0        | Lloyd Marshbanks       | KO tecnico (pugni)                     | WFCA 18                                     | 9 aprile 2016     | 1     | 0:15  | Groznyj, Russia                | |
| Vittoria   | 5-0        | Nadir Bulkhadarov      | KO (pugni)                             | Supercup of Russia 2015                     | 5 dicembre 2015   | 1     | 4:45  | Čeljabinsk, Russia             | |
| Vittoria   | 4-0        | Mikhail Ragozin        | Decisione (unanime)                    | Supercup of Russia 2014                     | 20 dicembre 2014  | 3     | 5:00  | Chabarovsk, Russia             | |
| Vittoria   | 3-0        | Döwletjan Ýagşymyradow | Decisione (unanime)                    | Oplot Challenge 103                         | 18 ottobre 2014   | 3     | 5:00  | Mosca, Russia                  | |
| Vittoria   | 2-0        | Strahinja Denić        | Decisione (unanime)                    | Tesla Fighting Championship 4               | 14 giugno 2014    | 3     | 5:00  | Pančevo, Serbia                | |
| Vittoria   | 1-0        | Vasily Babich          | Decisione (maggioritaria)              | Oplot Challenge 96                          | 18 gennaio 2014   | 3     | 5:00  | Charkiv, Ucraina               | |